# Малая Мойва
Малая Мойва — река в России, протекает в Пермском крае. Устье реки находится в 17 км от устья Мойвы по правому берегу. Длина реки составляет 21 км. В 9,2 км от устья впадает левый приток Хомгилохья.

## Описание
Протекает по территории Красновишерского района Пермского края. Исток реки на главном хребте Северного Урала, по которому здесь проходит граница Европы и Азии, а также водораздел Волги и Оби. Малая Мойва стекает с западного склона хребта Молебный Камень, на другом склоне берёт начало река Вижай, приток Лозьвы. Исток Малой Мойвы находится примерно в 1,5 километрах от границы со Свердловской областью.
После истока течёт на юг, затем поворачивает на запад, огибая южную часть хребта Муравьиный Камень. Всё течение проходит в ненаселённой местности среди гор и холмов, поросших тайгой. Характер течения — горный. В среднем течении протекает по долине между хребтами Муравьиный Камень (1350 НУМ) и Ишерим (1332 НУМ). Течение реки входит в черту заповедника Вишерский. Притоки — Хомгилохья, Большая Молебная (левые). Ширина реки у устья около 25 метров, скорость течения 1 м/с.

## Данные водного реестра
По данным государственного водного реестра России относится к Камскому бассейновому округу, водохозяйственный участок реки — Кама от водомерного поста у села Бондюг до города Березники, речной подбассейн реки — бассейны притоков Камы до впадения Белой. Речной бассейн реки — Кама.
Код объекта в государственном водном реестре — 10010100212111100004174.